# Makenis
Makenis là một đô thị thuộc tỉnh Gegharkunik, Armenia. Dân số ước tính năm 2011 là 481 người.